# Lindell Holmes
Pour les articles homonymes, voir Holmes.
Lindell Holmes est un boxeur américain né le 4 avril 1957 à Toledo, Ohio.

## Carrière
Champion des États-Unis des super-moyens en 1986, il remporte à sa 3e tentative le titre vacant de champion du monde IBF de la catégorie le 27 janvier 1990 en battant aux points Frank Tate. Holmes conserve trois fois ce titre face à Carl Sullivan, Thulani Malinga et Antoine Byrd puis perd par KO au 11e round contre Darrin Van Horn le 18 mai 1991. Il perd ensuite un autre combat de championnat du monde contre Chris Eubank en 1993 et met un terme à sa carrière sur un bilan de 45 victoires et 8 défaites.